# Darktable
darktable — свободно распространяемая программа с открытым исходным кодом, ориентированная на обработку и каталогизацию изображений в формате raw. Содержит большой набор операций редактирования изображений, и в первую очередь ориентирована на автоматизацию рабочих процессов фотографа, обрабатывающего большое количество изображений. Выпускается для большинства основных дистрибутивов Linux, macOS, Microsoft Windows, операционных систем семейства BSD, Oracle Solaris под лицензией GNU General Public License 3 или более поздней версии, исходный код доступен на GitHub. Считается свободным аналогом проприетарных программ Adobe Photoshop Lightroom и Aperture.
В 2011 году darktable принял участие в Google Summer of Code, в рамках проекта было решено несколько задач: переписан код, отвечающий за построение интерфейса, написан модуль уровней (Levels), а также модуль цветовых образцов. Часть написанного кода была использована в версии 0.9.

## Основные возможности
- Поддержка импорта raw изображений с более чем 590 моделей[13] цифровых камер и форматов изображений общего применения — JPEG, TIFF, PNG, OpenEXR, RGBE[англ.], PFM и пр.
- Неразрушающее редактирование[14] с записью описания изменений в XMP.
- Работа в режим 32bit float на цветовой канал в пространстве CIE LAB.
- Возможность выноса операций обработки изображений на GPU с поддержкой OpenCL[15].
- Полная реализация управления цветом[16] с автоматическим определением профиля монитор на большинстве систем, поддержка встроенных профилей ICC, и цветовых пространств sRGB, Adobe RGB, XYZ и линейный RGB.
- Модульная архитектура.
- Более 60 модулей[17] для трансформации, цветокоррекции, улучшения качества и художественных эффектов.
- Поддержка параметрических[18] и рисованных масок[19].
- Поддержка графических планшетов в режиме редактирования масок.
- Компенсация оптических искажений объектива (дисторсия, хроматические аберрации) за счёт использования библиотеки Lensfun.
- Каталогизация изображений, поддержка меток и поиска по параметрам.
- Переведён на 26 языков[20], включая русский. Версии 5.0.0, 5.0.1 не имеют русского перевода на дату 24.03.2025г.
- Поддержка съёмки напрямую через фотоаппарат[21]. В версии 5.0.0. количество камер, поддерживаемых съемку напрямую увеличилось.
- Поддержка  меток географических координат[22] с отображением фотографий на карте.
- Экспорт изображений на локальный компьютер в форматы с низким динамическим диапазоном (JPEG, PNG, TIFF, WebP), 16-битные (PPM, TIFF) или форматы HDR (PFM, OpenEXR).
- Экспорт на сетевые сервисы Google Photos, Flickr, Facebook.